# Нікітін Федір Денисович
Нікітін Федір Денисович (?, село Соколівка, Ольгопільський повіт, Подільська губернія, Російська імперія — ?) — командир полку Дієвої Армії УНР.

## Біографія
Народився у селі Соколівка Ольгопільського повіту Подільської губернії.
У вересні 1914 року був мобілізований до армії. Останнє звання у російській армії — штабс-капітан.
У 1918 році служив у 10-му пішому Липовецькому полку. З 25 листопада 1918 року до березня 1919 року — командир цього полку.
Подальша доля невідома.